# Osamu Hirose
Osamu Hirose (jap. 広瀬 治, Hirose Osamu; * 6. Juni 1965 in der Präfektur Saitama) ist ein ehemaliger japanischer Fußballspieler.
Osamu Hirose ist der Vater von Rikuto Hirose.

## Karriere
Hirose erlernte das Fußballspielen in der Schulmannschaft der Teikyo High School. Seinen ersten Vertrag unterschrieb er 1984 bei Mitsubishi Motors. Der Verein spielte in der höchsten Liga des Landes, der Japan Soccer League. Am Ende der Saison 1988/89 stieg der Verein in die Division 2 ab. 1989/90 wurde er mit dem Verein Meister der Division 2 und stieg in die Division 1 auf. Mit Gründung der Profiliga J.League 1992 und der damit verbundenen Neuorganisation des japanischen Fußballs wurde Mitsubishi Motors zu den Urawa Red Diamonds. Am Ende der Saison 1999 stieg der Verein in die J2 League ab. 2000 wurde er mit dem Verein Vizemeister der J2 League und stieg in die J1 League auf. Für den Verein absolvierte er 326 Spiele.
Ende 2000 beendete er seine Karriere als Fußballspieler.